# Microula ovalifolia
Microula ovalifolia är en strävbladig växtart som först beskrevs av Louis Édouard Bureau och Franchet, och fick sitt nu gällande namn av Ivan Murray Johnston. Microula ovalifolia ingår i släktet Microula och familjen strävbladiga växter. Utöver nominatformen finns också underarten M. o. pubiflora.